# 眉月はるな
眉月 はるな（まゆづき はるな、1951年9月12日 - ）は、日本の漫画家・アニメーター。愛媛県宇和島市出身。

## 経歴
1967年に上京し、荘司としおに師事。1969年、少年画報（少年画報社）よりデビュー。1970年、週刊少年ジャンプに初の連載『アニマル球場』を発表。その後も同誌に作品を幾つか連載・掲載する。1971年1月、『セブン・グループ』の仲間とともに『セブン・プロダクション』を設立。アニメーターとしては東京ムービー作品の動画を手掛けている。

## 作品リスト
- 男の歌（少年画報1969年9号）
- アニマル球場（週刊少年ジャンプ1970年1号～13号）
- 涙の逆転ホーマー（同1970年16号～18号）
- 球速0.25秒!（原作：杉四郎、週刊少年ジャンプ1970年21号～30号）
- レミちゃん（週刊少年ジャンプ1970年35号）
- プロレス捜査網（週刊少年ジャンプ1971年8号～18号）
- 侵略ガニ（ひばり書房 1975年）

## テレビアニメ
- ルパン三世（動画）
- 天才バカボン（動画）